# Зубари (Киров)
Зубари — деревня в составе муниципального образования «Город Киров» Кировской области России. Административно подчинена Октябрьскому району города Кирова.

## География
Деревня находится в центральной части Кировской области, в подзоне южной тайги, в пределах левобережной части долины реки Вятки, на расстоянии приблизительно 4 километров (по прямой) к западу от Кирова. Абсолютная высота — 126 метров над уровнем моря.
Климат
Климат характеризуется как умеренно-континентальный с ярко выраженными временами года. Среднегодовая температура — 1,6 °C. Средняя температура воздуха самого холодного месяца (января) составляет −14,4 °C (абсолютный минимум — −50 °С); самого тёплого месяца (июля) — 17,9 °C. Безморозный период длится в течение 99—123 дней. Годовое количество атмосферных осадков — 582 мм, из которых около 415 мм выпадает в период с апреля по октябрь.

## Население
| 2010 |
| ---- |
| 5    |

Половой состав
По данным Всероссийской переписи населения 2010 года в гендерной структуре населения мужчины составляли 60 %, женщины — соответственно 40 %.
Национальный состав
Согласно результатам переписи 2002 года, в национальной структуре населения русские составляли 100 % из 5 чел.